# Madeleine Sami
Madeleine Nalini Sami (Auckland, 10 maggio 1980) è un'attrice, comica e regista neozelandese.

## Biografia
Sami ha tre fratelli. I suoi genitori sono Christine Southee, di discendenza irlandese, e Naren Sami, un indo-figiano, stabilitosi in Nuova Zelanda. I suoi genitori si sono separati quando lei aveva undici anni. Ha frequentato la Onehunga High School.
Sami è salita alla ribalta recitando nella commedia di Toa Fraser, Bare, vincendo come migliore attrice ai Chapman Tripp Theatre Award del 1999. Ha poi preso parte alla commedia successiva di Fraser, dal titolo No. 2, che ha vinto il Perrier Comedy Award all'Edinburgh Fringe.
Nel 2011 Sami ha creato, sceneggiato e preso parte alla sua serie commedia, Super City, diretta da Taika Waititi. Nella serie Sami interpreta cinque personaggi diversi e la sua interpretazione le è valsa la vittoria alla miglior performance di un'attrice agli AFTA Awards del 2011. Successivamente ha co-condotto The Great Kiwi Bake Off e ha preso parte alle serie Golden Boy e The Bad Seed. Ha fatto il suo debutto come regista, dirigendo un episodio della seconda stagione di Funny Girls, dirigendone infine undici episodi.
Sami fa parte delle The Sami Sisters, un gruppo musicale composto anche dalle sue due sorelle. Hanno pubblicato un album dal titolo Happy Heartbreak nel 2011.
Madeleine ha co-sceneggiato, co-diretto e ha preso parte nel 2018 al film Breaker Upperers - Le sfasciacoppie, insieme a Jackie van Beek. Il film è stato accolto positivamente in Nuova Zelanda, diventando il film più venduto del 2018 nel paese e uno dei venti film neozelandesi con i maggiori incassi di sempre. Sami è apparsa anche nel film del 2019, Come to Daddy, diretto da Ant Timpson. Nel 2023 Madeleine è protagonista di Deadloch - Uno strano genere di delitti, serie televisiva di Prime Video.

## Vita privata
A gennaio 2015 Madeleine Sami ha sposato la cantante Pip Brown, nota come Ladyhawke. Brown ha partorito la loro figlia il 20 ottobre 2017. Sami e Brown hanno annunciato la fine della loro relazione nel 2023.

## Filmografia

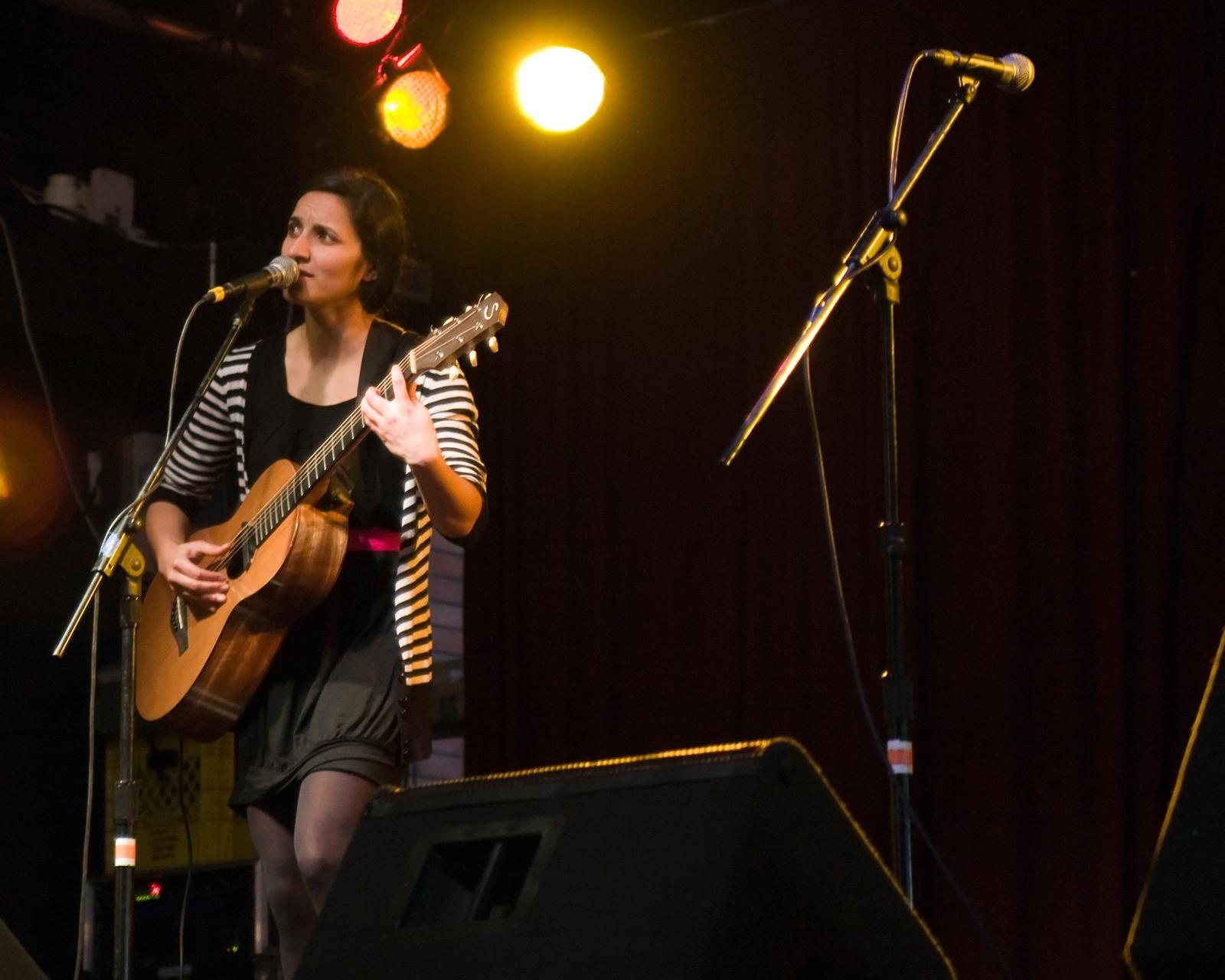
Madeleine Sami ad Auckland nel 2007

### Attrice

#### Cinema
- Teach You a Lesson, regia di Gregory King – cortometraggio (2000)
- Perfect Strangers, regia di Gaylene Preston (2003)
- Quattro amici e un matrimonio (Sione's Wedding), regia di Chris Graham (2006)
- Eagle vs Shark, regia di Taika Waititi (2007)
- Under the Mountain, regia di Jonathan King (2009)
- Sione's 2: Unfinished Business, regia di Simon Bennett (2012)
- Vita da vampiro - What We Do in the Shadows (What We Do in the Shadows), regia di Taika Waititi e Jemaine Clement (2014)
- Slow West, regia di John Maclean (2015)
- Breaker Upperers - Le sfasciacoppie (The Breaker Upperers), regia di Madeleine Sami e Jackie van Beek (2018)
- Come to Daddy, regia di Ant Timpson (2019)
- Baby Done, regia di Curtis Vowell (2020)

#### Televisione
- Shortland Street – serie TV, episodi 8x14-8x15 (1999)
- Xena - Principessa guerriera (Xena: Warrior Princess) – serie TV, episodio 6x15 (2001)
- The Insiders Guide to Happiness – serie TV, 13 episodi (2004)
- Rude Awakenings – serie TV, episodi 1x07-1x08-1x09 (2007)
- Outrageous Fortune - Crimini di famiglia (Outrageous Fortune) – serie TV, episodio 3x09 (2007)
- Diplomatic Immunity – serie TV, episodio 1x13 (2009)
- The Jaquie Brown Diaries – serie TV, 13 episodi (2008-2009)
- Radiradirah – serie TV, 8 episodi (2010)
- Super City – serie TV, 8 episodi (2011-2013)
- Top of the Lake - Il mistero del lago (Top of the Lake) – serie TV, 6 episodi (2013)
- Flat3 – serie TV, episodi 3x02-3x06 (2014)
- Get Krack!n – serie TV, episodio 2x05 (2019)
- The Bad Seed – serie TV, 5 episodi (2019)
- Golden Boy – serie TV, 8 episodi (2019)
- Educators – serie TV, episodio 1x04 (2019)
- Alexa - Vita da detective (My Life Is Murder) – serie TV, episodio 2x09 (2021)
- Deadloch - Uno strano genere di delitti (Deadloch) – serie TV, 8 episodi (2023)
- Double Parked – serie TV, 7 episodi (2023)
- Our Flag Means Death – serie TV, 8 episodi (2023)

### Doppiatrice
- bro'Town – serie animata, 5 episodi (2006-2007)
- Buzzy Bee and Friends – serie animata, 65 episodi (2009-2013)
- Aroha Bridge – serie animata (2013)
- Tales of Nai Nai – serie animata, episodio 1x07 (2019)

### Regista
- Funny Girls – serie TV, 11 episodi (2016-2018)
- Breaker Upperers - Le sfasciacoppie (The Breaker Upperers), regia di Madeleine Sami e Jackie van Beek (2018)
- Raised by Refugees – serie TV, episodio 1x01 (2022)
- Double Parked – serie TV, 7 episodi (2023)
- Gold Diggers – serie TV, episodio 1x06 (2023)

### Sceneggiatrice
- Super City – serie TV, 12 episodi (2011-2013)
- Breaker Upperers - Le sfasciacoppie (The Breaker Upperers), regia di Madeleine Sami e Jackie van Beek (2018)
- Deadloch - Uno strano genere di delitti (Deadloch) – serie TV, episodio 1x05 (2023)

## Teatro
- Three People in a Cinema. Silo Theatre (1998)
- Legacy. Aotearoa Young People's Theatre (1999)
- No. 2, di Toa Fraser. Edinburgh Fringe (2000)
- No. 2, di Toa Fraser. NZ Tour (2001)
- Bare, di Toa Fraser. Wellington Fringe Festival (2001)
- I monologhi della vagina (The Vagina Monologues), di Eve Ensler. Auckland Theatre Company (2002)
- Bad Jelly the Witch. Silo Theatre (2005-2006)
- Some Girl(s), di Neil LaBute. Silo Theatre (2007)
- Rabbit. Silo Theatre (2008)
- Whero's New Net. Massive Company (2008)
- The 25th Annual Putnam County Spelling Bee, di William Finn, regia di Murray Lynch. Auckland Theatre Company (2008)[18]
- No. 2, di Toa Fraser. Silo Theatre (2009)
- Dance Troupe Supreme. Maidment Theatre (2010)
- Jesus Christ Superstar, di Andrew Lloyd Webber. Auckland Theatre Company (2014)

## Discografia
- 2011 – Happy Heartbreak

## Riconoscimenti
- Chapman Tripp Theatre Award
  - 1999 – Miglior attrice per Bare[1]

- New Zealand Film and TV Award
  - 2011 – Candidatura alla miglior sceneggiatura per Super City con Thomas Sainsbury
  - 2011 – Miglior performance di un'attrice per Super City[4]
  - 2012 – Candidatura alla miglior attrice per Sione's 2: Unfinished Business

- New Zealand Screen Award
  - 2006 – Candidatura alla miglior performance di un'attrice non protagonista per Quattro amici e un matrimonio

- SXSW Film Festival
  - 2018 – Candidatura al Gamechanger Award per Breaker Upperers - Le sfasciacoppie con Jackie van Beek

## Doppiatrici italiane
Nelle versioni in italiano delle opere in cui ha recitato, Madeleine Sami è stata doppiata da:
- Angela Brusa in Breaker Upperers - Le sfasciacoppie
- Eva Padoan in Deadloch - Uno strano genere di delitti